# Tournoi de tennis Australian Hardcourt (dames 1967)
L'Australian Hardcourt Tennis Championships est un tournoi de tennis féminin. L'édition 1967 s'est disputée à Melbourne du 15 au 21 octobre 1967.
Lesley Turner remporte le simple dames. En finale, elle bat Kerry Melville.

## Résultats en simple

### Tableau final
|  |                |  |   |   |   |
|  | Finale         |  |   |   |   |
|  |                |  |   |   |   |
|  |                |  |   |   |   |
|  | Lesley Turner  |  | 1 | 7 | 6 |
|  | Lesley Turner  |  | 1 | 7 | 6 |
|  | Kerry Melville |  | 6 | 5 | 2 |

## Résultats en double

### Tableau final
|  |        |  |  |  |  |
|  | Finale |  |  |  |  |
|  |        |  |  |  |  |
|  |        |  |  |  |  |
|  |        |  |  |  |  |
|  |        |  |  |  |  |
|  |        |  |  |  |  |